# Woollaston
Woollaston – wieś w Anglii, w hrabstwie Staffordshire. Leży 11 km na południowy zachód od miasta Stafford i 197 km na północny zachód od Londynu.